# Десна (пивкомбинат)
Черни́говский пивно́й комбина́т «Десна́» — частное (закрытое) акционерное общество; предприятие пищевой промышленности на Украине, занятое в пивоваренной отрасли, расположенное на территории Новозаводского района Чернигова. Является безбалансным филиалом одного из крупнейших производителей пива Украины САН ИнБев Украина.

## История
Черниговский пивной комбинат Десна был основан в 1976 году с использованием чешских технологий. Предприятие стало основным производственным подразделением Черниговского производственного объединения пивопромышленности Госагропрома СССР, продукция которого продавалась на территории Черниговщины и транспортировалась в соседние Киевскую, Сумскую и Брянскую области.
С началом приватизации госсобственности предприятие было изначально арендовано, а позже и приватизировано трудовым коллективом. Начиная с 1990-х годов пивкомбинат начал сотрудничать с бельгийской пивоваренной корпорацией Interbrew, которая путём выкупа акций, в том числе во время дополнительных эмиссий, постепенно увеличивая свою долю собственности среди активов предприятия.
Уже в 1996 году дочерняя по отношению к Interbrew нидерландская компания Interbrew Holding B. V. сконцентрировала в своих руках контрольный пакет акций пивкомбината Десна. Непосредственная реализация прав владения пивкомбинатом осуществляется через дочернее предприятие САН ИнБев Украина, которое после ряда слияний и поглощений вошло в структуру Anheuser-Busch InBev, крупнейшего производителя пива в мире.
В 2006 году было проведено реорганизацию компании САН Интербрю Украина (бывшее САН ИнБев Украина) в открытое акционерное общество, на баланс которого были переданы активы пивоварен, которыми она владела (пивкомбинат Десна, а также заводы Рогань и Янтарь). На сегодняшний день пивной комбинат — безбалансный филиал САН ИнБев Украина.

## Ассортимент продукции
На сегодняшний день пивкомбинатом «Десна» выпускается 9 сортов пива под торговой маркой «Черниговское» (укр. «Чернігівське»):
«Черниговское Светлое» (укр. «Чернігівське Світле») — Плотность 11 %. Содержание спирта не менее 4,6 %. Тара: бутылки 0,5 л, 1 л и 2 л; банки 0,5 л; кеги 30 л и 50 л.
«Черниговское Премиум» (укр. «Чернігівське Преміум») — Плотность 12 %. Содержание спирта не менее 4,8 %. Тара: бутылки 0,5 л, 1 л та 2 л; банки 0,5 л.
«Черниговское Крепкое» (укр. «Чернігівське Міцне») — Плотность 17 %. Содержание спирта не менее 7,3 %. Тара: бутылки 0,5 л, 1 л та 2 л; банки 0,5 л.
«Черниговское Максимум» (укр. «Чернігівське Максимум») — Плотность 19 %. Содержание спирта не менее 9,8 %. Тара: бутылки 0,5 л, 1 л и 2 л; кеги 30 л и 50 л.
«Черниговское Багряное» (укр. «Чернігівське Багряне») — Плотность 13,5 %. Содержание спирта не менее 5,0 %. Тара: бутылки 0,5 л.
«Черниговское Белое» (укр. «Чернігівське Біле») — Плотность 12 %. Содержание спирта не менее 4,8 %. Тара: бутылки 0,5 л и 1 л; банки 0,5 л; кеги 30 л и 50 л.
«Черниговское Белая Ночь» (укр. «Чернігівське Біла Ніч») — Плотность 12,5 %. Содержание спирта не менее 4,8 %. Тара: бутылки 0,5 л.
«Черниговское Безалкогольное» (укр. «Чернігівське Безалкогольне») — Плотность 6,3 %. Содержание спирта не более 0,5 %. Тара: бутылки 0,5 л.
«Черниговское Серебряное» (укр. «Чернігівське Срібне») — Плотность 11 %. Содержание спирта не менее 4,6 %. Тара: бутылки 0,5 л.
В августе 2008 г. на пивкомбинате Десна начался выпуск пива под торговой маркой «Старый Чернигов», что позиционирует как локальный бренд, дистрибуция которого ограничена территорией Черниговской области:
«Старый Чернигов» (укр. «Старий Чернігів») — Плотность 11 %. Крепость не менее 4,6 %. Тара: бутылки 0,5 л.
Кроме этого, на пивкомбинате варится пиво торговых марок «Янтарь», «Рогань», «Stella Artois», «Staropramen», «Brahma» и «Beck’s».